# أحمد المكني
أحمد بن محمد المكني (مواليد: 1042 هـ، طرابلس) فقيه مالكي وصوفي من علماء أهل السنة والجماعة في ليبيا، تولّى الإفتاء في طرابلس، وكان أستاذًا في الجامع الكبير للمدينة وإمامًا له، من مؤلفاته: كتاب "شكر المنة في نصر السنة"، من أبرز تلاميذه: محمد بن مقيل.